# Sniejka
Sniejka (« la neigeuse », en tchèque : Sněžka ; en polonais : Śnieżka ; en allemand : Schneekoppe) est la plus haute montagne des monts des Géants. Elle est traversée en son sommet par la frontière entre la Pologne et la Tchéquie. On peut y accéder par un télésiège depuis la ville tchèque de Pec pod Sněžkou. Le point culminant se situe à 1 602 ou 1 603 mètres d'altitude ; c'est aussi le point culminant de la Tchéquie. Le sommet a une superficie plane importante, ce qui a permis d'y construire plusieurs bâtiments. La température annuelle moyenne y est de 0,2 °C. Sniejka est le point de départ ou le but de nombreux chemins de randonnée pédestre (dont le chemin de l'Amitié tchéco-polonaise), cyclistes et de ski de fond.

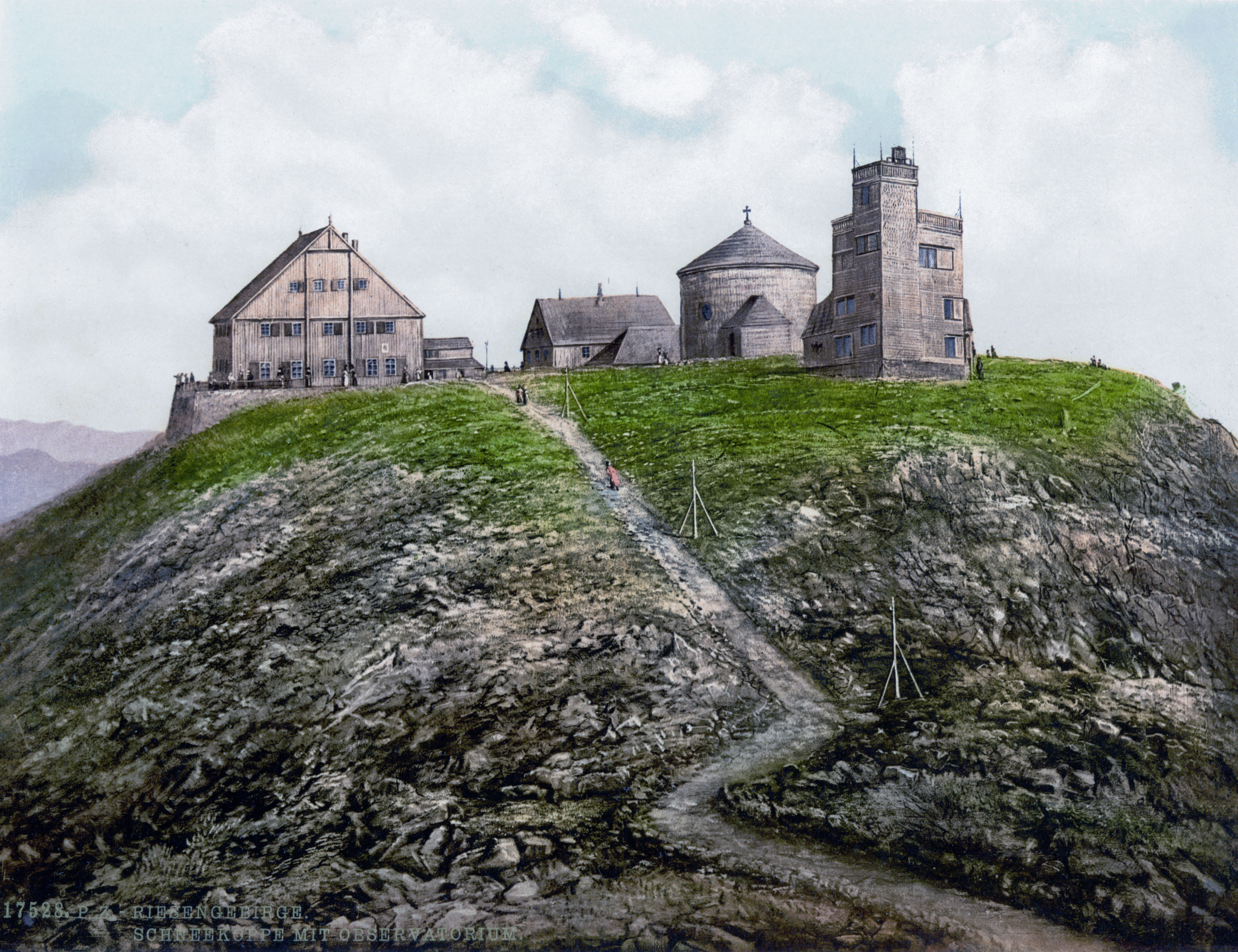
Sommet de la Sniejka aux alentours de 1900. De gauche à droite : le refuge polonais, le refuge tchèque, la chapelle Saint-Laurent et la station météorologique.

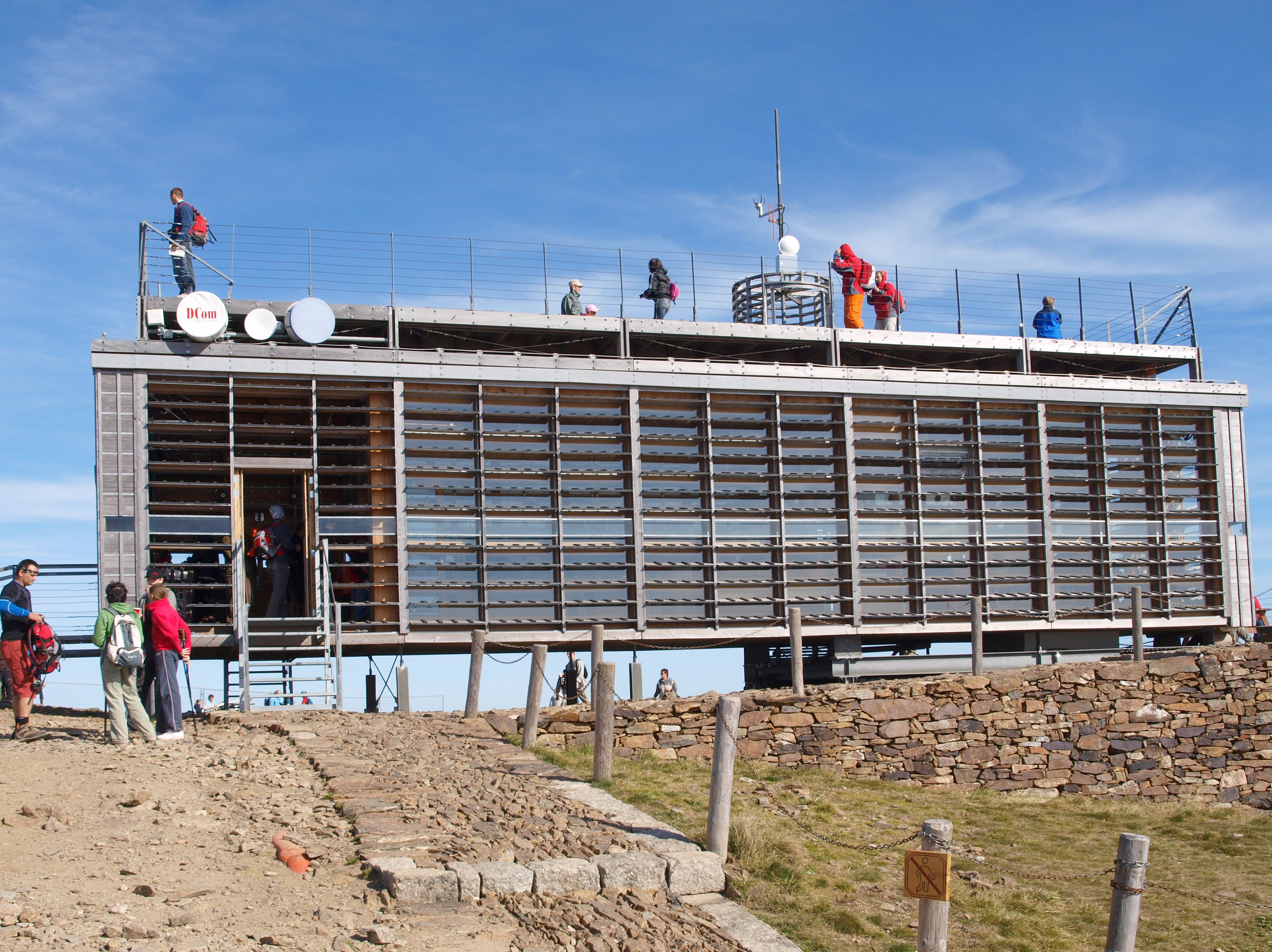
Le nouveau bureau de poste tchèque.

## Constructions au sommet

### Chapelle Saint-Laurent

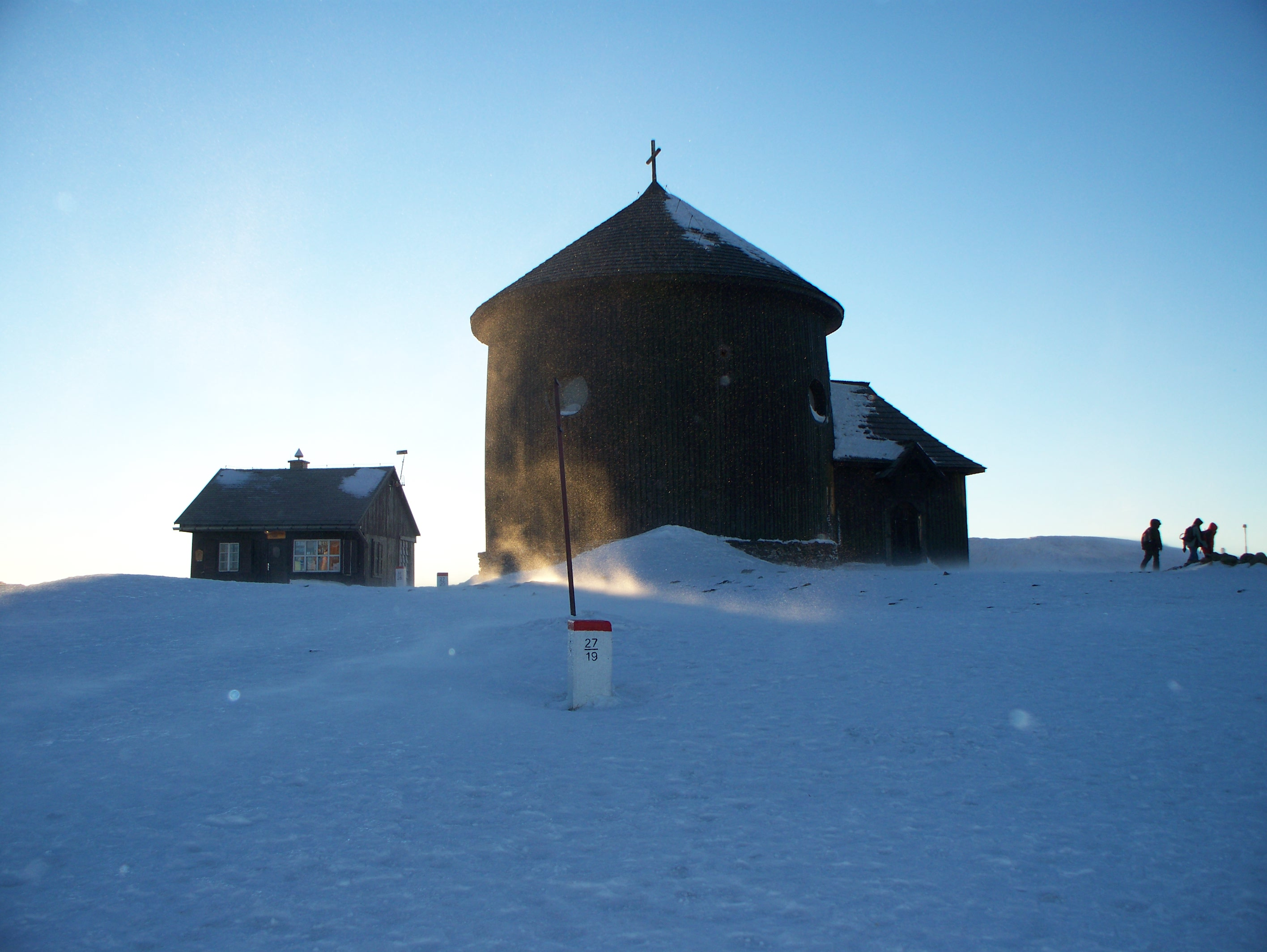
La chapelle Saint-Laurent, à droite, et l'ancien bureau de poste tchèque, à gauche.

Le bâtiment le plus ancien est la chapelle Saint-Laurent, haute de 14 mètres et située du côté polonais. Les travaux de construction ont commencé en 1653 mais durent être interrompus à cause d'un litige territorial entre le comte de Schaffgotsch et le comte Czernin, ce dernier revendiquant la propriété du sommet de la montagne. Finalement, la chapelle fut construite entre 1665 et 1681. Depuis quelques années, une messe rassemblant hommes d'église tchèques et polonais y est célébrée le 10 août à l'intention des victimes d'accidents de montagne ainsi que des secouristes.

### Refuge polonais

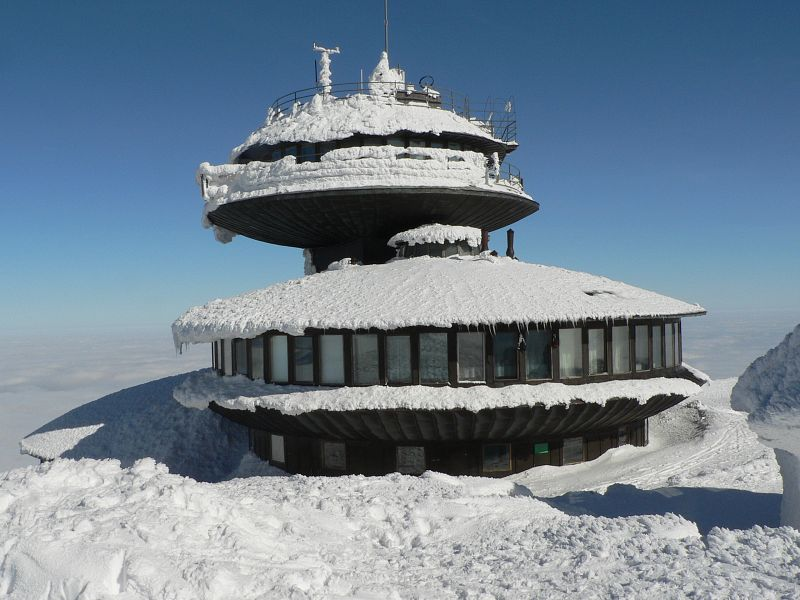
Le refuge polonais actuel, en hiver. La soucoupe supérieure abrite une station météorologique.

En 1850 fut construit le refuge polonais (anciennement refuge silésien) qui brûla 7 ans plus tard. Il fut cependant reconstruit en 1862. Touristes et pèlerins y séjournèrent jusqu'en 1967, année de démantèlement du refuge. Il fut remplacé en 1974, à la suite de cinq ans de travaux, par l'hôtel-restaurant actuel en forme de trois soucoupes superposées, œuvre des architectes polonais Lipiński et Wawrzyniak. Le 16 mars 2009, la soucoupe supérieure abritant la station météorologique s'est effondrée. L'accident serait dû à un défaut de construction et à une quantité inhabituelle de neige sur le toit de la soucoupe. Des travaux de reconstruction sont en cours en 2011.

### Refuge tchèque
Le refuge tchèque, construit en 1868, servait également à accueillir pèlerins et touristes. Il abrita de même un barographe de 1886 à 1900. En 1990, à la suite d'un manque d'entretien, le refuge fut fermé. Vendu pour une couronne tchèque symbolique par la ville de Pec pod Sněžkou au KRNAP en 2003, il fut entièrement démantelé sur la décision de ce dernier en 2004. À l'emplacement du refuge se trouve aujourd'hui le nouveau bureau de la poste tchèque, construit entre 2005 et 2006 et inauguré le 10 août 2007 par le président de la République Tchèque Václav Klaus. Le vieux bureau de poste, mis en service vers le milieu du XIXe siècle, a été racheté par Tomáš Trnka, démonté en juin 2009, déplacé puis remonté en août 2009 sur la Javorová skála (« falaise aux érables »), dans la commune de Sedlec-Prčice, en Bohême centrale.

### Station météorologique
Donnant suite aux observations météorologiques menées sur le sommet de la Sniejka de 1824 à 1834 et de nouveau depuis 1880, notamment grâce à un thermomètre et un baromètre installés dans la chapelle Saint-Laurent, la construction d'une station météorologique fut projetée en 1897 et réalisée en 1900. Du fait des conditions climatiques particulières (vents forts, neige abondante et grands froids), le maintien de l'activité de la station était compliqué et entraînait de fréquents travaux de réparation. Il fut alors décidé en 1953 de construire une nouvelle station mais les travaux préparatoires ne commencèrent qu'en 1964. Finalement, en 1974, la station météorologique prit ses nouveaux quartiers dans la soucoupe supérieure du tout nouvel hôtel. Des observations comparatives furent menées conjointement dans l'ancienne et la nouvelle station jusqu'en 1976, puis exclusivement dans les nouveaux locaux. Le vieux bâtiment tomba progressivement en décrépitude et fut définitivement détruit en 1989. Son emplacement reste cependant facile à déterminer : des pluviomètres ont été installés à cet endroit.

### Télésiège

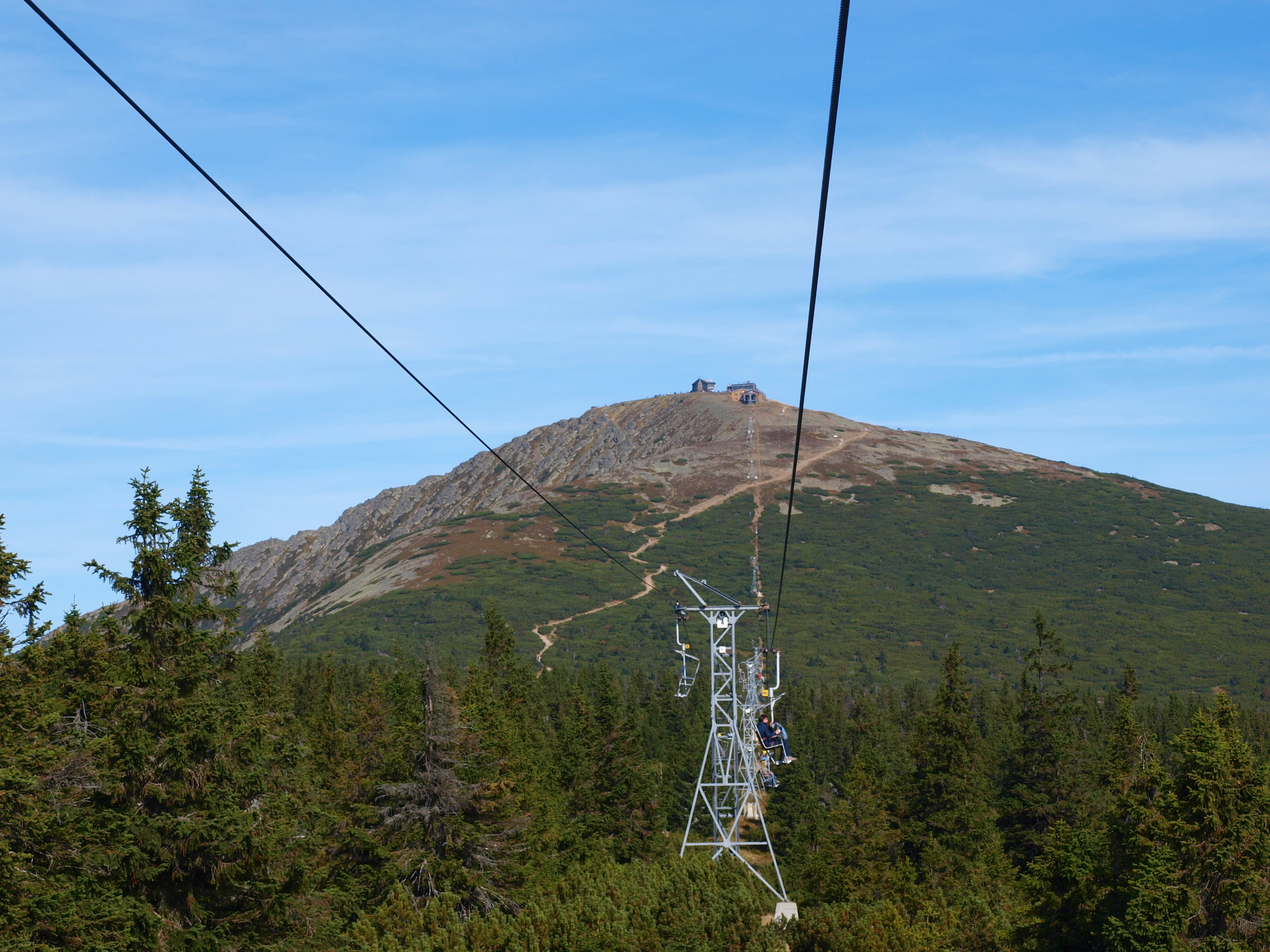
Le télésiège, dans sa section Růžová hora - Sněžka.

Enfin, la station terminus du télésiège Pec pod Sněžkou - Sněžka a été construite entre 1946 et 1949. Il s'agissait de fait d'un enchaînement de deux télésièges indépendants avec une station centrale sur la Růžová hora (« montagne rose »). Les sièges étaient orientés sur le côté lors du fonctionnement de l'installation. Des travaux ont commencé à l'automne 2011 pour remplacer le télésiège en service depuis plus de 60 ans, par une télécabine 4-places. Pour des raisons de réduction de l'impact environnemental lié à la fréquentation touristique, sa capacité reste cependant identique, soit 250 personnes/heure. La longueur de ligne est de 3 716 mètres et la montée nécessite 16 minutes, contre 25 minutes avec l'ancienne remontée mécanique. L'inauguration eut lieu en février 2014. 

## Climat
La Sniejka se situe au niveau du jet stream ce qui lui donne son climat perturbé avec des rafales de vent pouvant être très violentes (345,6 km/h le 9 mars 1990).
Le climat est polaire alpin proche d'un climat subpolaire (les moyennes de juillet et d'août sont proches des 10 °C).
Températures extrêmes :
- −33,9 °C relevés le 9 février 1956 ;
- 26 °C relevés les 30 mai 1979 et 3 juin 1992 ;
- Année la plus chaude : 2,9 °C en 2014 ;
- Année la plus froide : −1,1 °C en 1955 et 1956 ;
- Mois le plus chaud : 14,2 °C en août 2015 ;
- Mois le plus froid : −14,9 °C en février 1956.

| Mois                                                            | jan.                    | fév.            | mars               | avril           | mai             | juin              | jui.           | août                | sep.            | oct.            | nov.               | déc.            | année                       |
| --------------------------------------------------------------- | ----------------------- | --------------- | ------------------ | --------------- | --------------- | ----------------- | -------------- | ------------------- | --------------- | --------------- | ------------------ | --------------- | --------------------------- |
| Température minimale moyenne (°C)                               | −8,6                    | −8,8            | −6,8               | −3,7            | 1,4             | 4,2               | 6,1            | 6,6                 | 3,2             | −0,5            | −5,1               | −7,5            | −1,6                        |
| Température minimale moyenne la plus basse (°C) année du record | −15,9 1/1963            | −17,4 2/1956    | −12,4 3/1987       | −6,9 4/1997     | −2,8 5/1955     | 1,7 6/1962        | 3,1 7/1979     | 3,9 8/1956          | −0,1 9/1996     | −5,3 10/2003    | −8,8 11/1985       | −12,5 12/2010   | −3,5 1955 1956              |
| Température minimale moyenne la plus haute (°C) année du record | −4,5 1/1989             | −4,6 2/1989     | −2,7 3/2014        | 1,3 4/2009      | 4,8 5/2002      | 7,3 6/1979,6/2003 | 11 7/2006      | 11,2 8/2015         | 7,3 9/1961      | 3,6 10/1995     | −0,3 11/2014       | −2,9 12/2015    | 0,5 2014                    |
| Température moyenne (°C)                                        | −6,1                    | −6,4            | −4,5               | −1,4            | 4               | 6,7               | 8,5            | 9                   | 5,5             | 1,9             | −2,9               | −5,1            | 0,8                         |
| Température maximale moyenne (°C)                               | −3,5                    | −4              | −2,1               | 1               | 6,6             | 9,1               | 10,9           | 11,4                | 7,7             | 4,2             | −0,6               | −2,6            | 3,2                         |
| Température maximale moyenne la plus basse (°C) année du record | −11,5 1/1963            | −12,3 2/1956    | −7,9 3/1987        | −2,2 4/1997     | 0,9 5/1991      | 5,8 6/1985        | 7,8 7/1979     | 8,5 8/1987          | 2,6 9/1996      | −1,7 10/1974    | −4,7 11/1985       | −6,5 12/2010    | 1,4 1955 1956               |
| Température maximale moyenne la plus haute (°C) année du record | 1,4 1/1989              | 0,3 2/1990      | 2,3 3/2014         | 7,3 4/2009      | 10,5 5/2002     | 13,2 6/2003       | 16,7 7/2006    | 17,2 8/2015         | 12,3 9/1961     | 8,6 10/2001     | 4,9 11/2011        | 2,9 12/2015     | 5,5 2015                    |
| Record de froid (°C) date du record                             | −30,6 12/1987           | −33,9 9/1956    | −23 3/1987         | −19,9 1/1996    | −12 11/1978     | −7,2 6/1962       | −3,4 21/1989   | −3 25/1980          | −5,8 25/2002    | −16,1 26/1988   | −20 30/1957        | −25,4 8/1988    | −33,9 9/2/1956              |
| Température maximale la plus basse (°C) date du record          | −23,8 11/1987           | −23,9 9/1956    | −19 3/1987         | −12,4 11/1986   | −8 11/1978      | −2,2 2/1962       | 0 4/1962       | 0 24/1980           | −2,5 30/1995    | −9,4 27/1997    | −14 30/1973        | −17,8 16/1961   | −23,9 9/2/1956              |
| Température minimale la plus haute (°C) date du record          | 5,3 15/1997             | 3,9 4/1993      | 6,6 18/2004        | 10,4 30/2012    | 12,9 29/2005    | 16 28/1994        | 18,4 30/1994   | 17,6 8/2015,31/2015 | 15 17/1975      | 15,2 20/2012    | 10,7 2/2015,3/2015 | 7,9 4/2003      | 18,4 30/7/1994              |
| Record de chaleur (°C) date du record                           | 9,8 14/1982,26/1990     | 10,1 4/2002     | 13 21/1974,10/1982 | 18,1 13/1989    | 26 30/1979      | 26 3/1992         | 25 1/2009      | 25,2 24/1984        | 24,5 10/1983    | 19,9 20/2012    | 17,1 3/2015        | 12 4/2003       | 26                          |
| Nombre de jours avec température minimale ≤ −10 °C              | 11,38                   | 11,16           | 7,96               | 2,57            | 0,04            | 0                 | 0              | 0                   | 0               | 0,32            | 4,46               | 9               | 46,71                       |
| Nombre de jours avec température minimale ≤ –5 °C               | 24,86                   | 22,14           | 20,71              | 12,98           | 2,25            | 0,04              | 0              | 0                   | 0,07            | 5,47            | 16,04              | 21,71           | 125,89                      |
| Nombre de jours avec gel                                        | 30,06                   | 27,25           | 29,32              | 23,92           | 12,26           | 4,54              | 1,04           | 0,93                | 6,58            | 17,61           | 26,64              | 29,79           | 213,73                      |
| Nombre de jours avec température maximale ≤ 0 °C                | 24,47                   | 22,59           | 21,18              | 14,28           | 3,47            | 0,29              | 0              | 0,04                | 1,11            | 7,74            | 17,34              | 22,64           | 134,76                      |
| Nombre de jours avec température maximale ≥ 25 °C               | 0                       | 0               | 0                  | 0               | 0,04            | 0,07              | 0              | 0,04                | 0               | 0               | 0                  | 0               | 0,14                        |
| Nombre de jours avec température maximale ≥ 30 °C               | 0                       | 0               | 0                  | 0               | 0               | 0                 | 0              | 0                   | 0               | 0               | 0                  | 0               | 0                           |
| Nombre de jours avec température maximale ≥ 35 °C               | 0                       | 0               | 0                  | 0               | 0               | 0                 | 0              | 0                   | 0               | 0               | 0                  | 0               | 0                           |
| Record de la pression la plus basse (hPa) date du record        | 1 002,7 7/1958          | 952,1 17/1959   | 950,5 5/1961       | 1 010,9 5/1962  | 1 023,9 30/1961 | 978,3 29/1961     | 1 021,7 4/1962 | 975,7 31/1961       | 979,1 1/1961    | 951,9 8/1962    | 950,4 20/1958      | 976,2 2/1962    | 950,4 20/11/1958            |
| Record de la pression la plus haute (hPa) date du record        | 1 047,7 27/1958,28/1958 | 1 049,1 10/1959 | 1 047,6 7/1961     | 1 048,5 25/1962 | 1 043,7 5/1960  | 1 047,5 28/1957   | 1 049,2 1/1961 | 1 048,9 29/1961     | 1 048,1 13/1958 | 1 048,7 24/1958 | 1 049,2 18/1958    | 1 048,4 28/1963 | 1 049,2 18/11/1958 1/7/1961 |
| Précipitations (mm)                                             | 88,4                    | 73,9            | 76                 | 78,6            | 73,4            | 102,8             | 130,8          | 89,8                | 73,3            | 62,2            | 74,5               | 95,9            | 1 019,1                     |
| Précipitations les plus basses (mm) année du record             | 5,5 1/1984              | 0,3 2/1982      | 2,2 3/1986         | 3,1 4/2009      | 8,9 5/1982      | 15,2 6/1986       | 29,5 7/1984    | 23,4 8/1973         | 4,9 9/1984      | 2,4 10/1984     | 1,5 11/1984        | 2,1 12/1984     | 221,9 1985 1985             |
| Précipitations les plus hautes (mm) année du record             | 320,2 1/1995            | 233,6 2/2000    | 195,5 3/2000       | 294,5 4/1980    | 210,6 5/1961    | 265,8 6/1979      | 414,2 7/1975   | 303,9 8/2006        | 195,2 9/2001    | 209,6 10/1998   | 193,1 11/1952      | 248,9 12/1993   | 1 522,1 1975 12/1975        |
| Record de pluie en 24 h (mm) date du record                     | 100,1 5/1974            | 101,4 3/2000    | 45 19/1994         | 83,1 8/1990     | 53,1 20/1977    | 74,9 13/1974      | 220 11/1975    | 209,6 28/1996       | 118,4 1/2002    | 47 13/1980      | 45,7 10/2002       | 34 31/1993      | 220 11/7/1975               |
| Nombre de jours avec précipitations                             | 18,21                   | 16,18           | 19,16              | 16,06           | 15,08           | 17,41             | 16,08          | 12,89               | 15,23           | 15,74           | 18,83              | 19,8            | 200,43                      |
| Le plus de jours avec précipitations année du record            | 28 1963                 | 27 2000         | 29 1988            | 24 2017         | 27 2010         | 26 2009           | 28 2000        | 25 2006             | 28 2001         | 30 2016         | 27 1962 et 1976    | 30 1988         | 274 2001                    |
| dont nombre de jours avec précipitations ≥ 1 mm                 | 13,77                   | 12,74           | 13,85              | 11,35           | 11,39           | 13,6              | 13,68          | 10,2                | 11,42           | 11,16           | 13,92              | 15,8            | 152,66                      |
| dont nombre de jours avec précipitations ≥ 5 mm                 | 5,43                    | 4,78            | 5,15               | 4,71            | 5,03            | 6,2               | 7,26           | 4,83                | 4,65            | 4               | 4,84               | 7,05            | 63,82                       |
| dont nombre de jours avec précipitations ≥ 10 mm                | 2,2                     | 1,74            | 1,65               | 1,62            | 1,88            | 2,76              | 3,76           | 2,61                | 1,76            | 1,6             | 1,98               | 2,86            | 26,38                       |

## Ascension

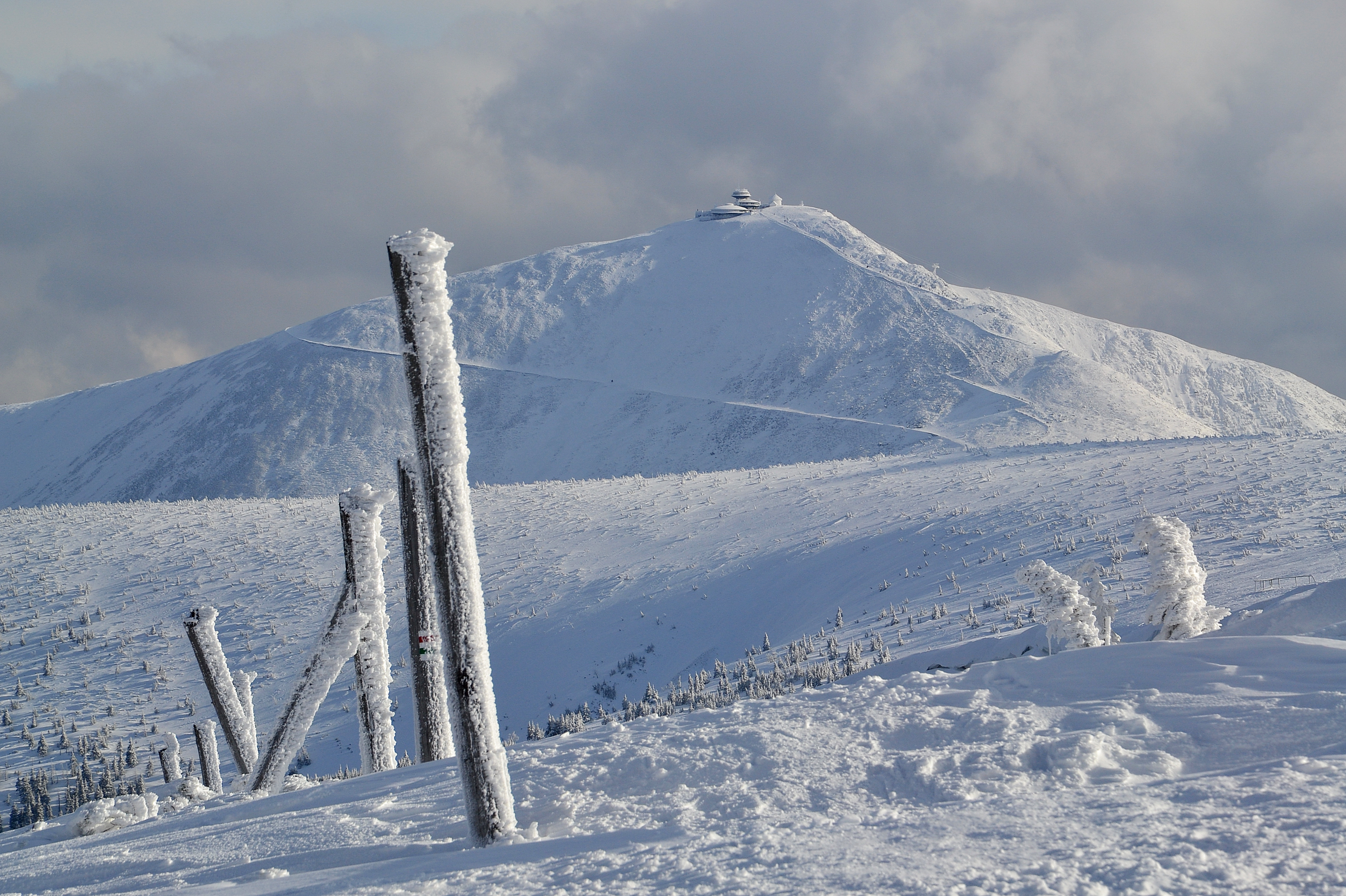
Vue générale. Février 2018.

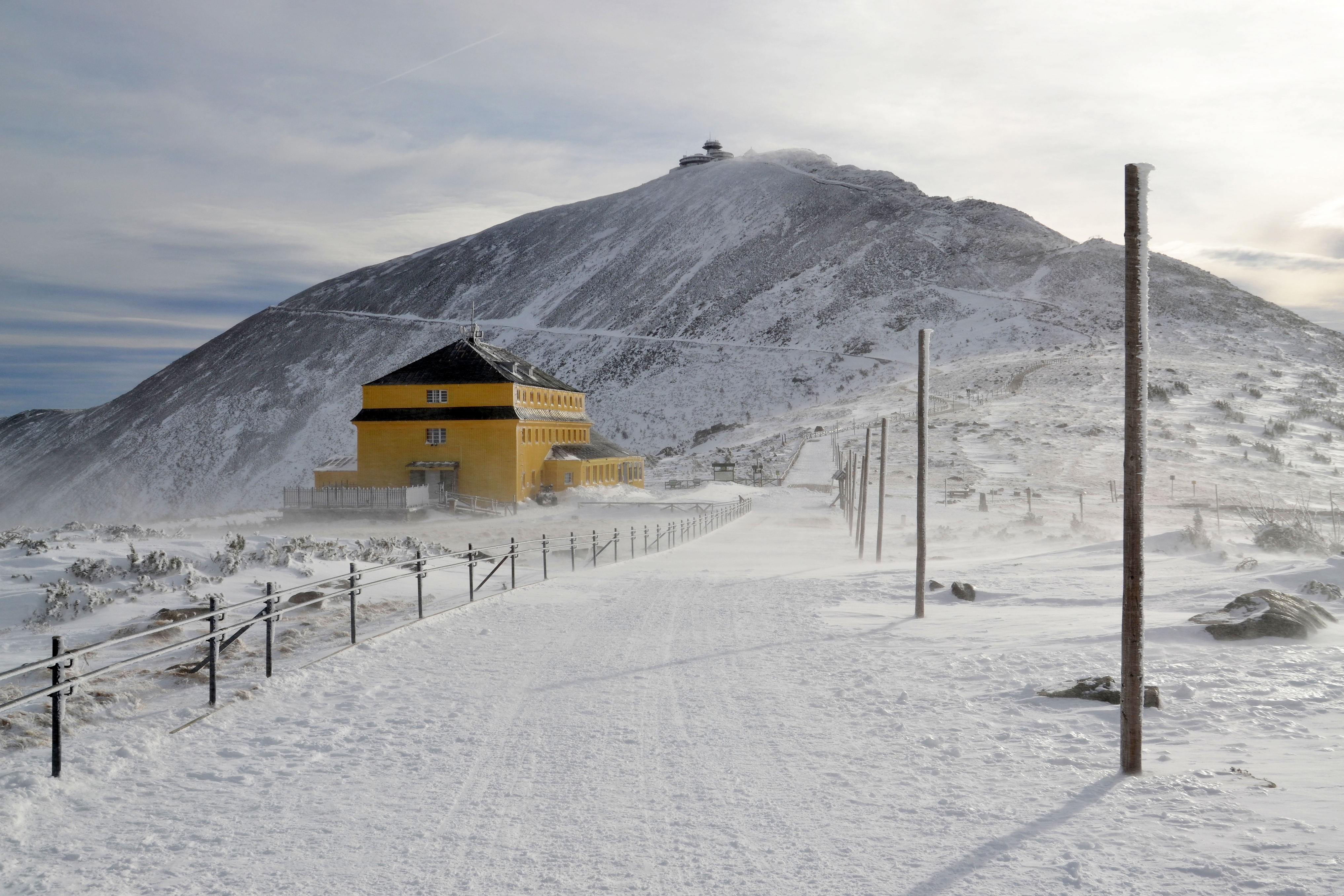
Autre vue générale. Février 2020.

Des chemins de randonnée marqués relient l'arête sommitale, puis le long de la frontière jusqu'au sommet.
Versant tchèque :
- depuis Pec pod Sněžkou, la télécabine mène jusqu'à proximité du sommet ;
- depuis Pec pod Sněžkou, il est aussi possible d'emprunter un chemin pédestre au marquage bleu, via Obří důl ;
- depuis Pec pod Sněžkou, via Růžová hora ;
- depuis Velká Úpa, via Šraml et Růžová hora ;
- depuis Horní Malá Úpa, via Baude Jelenka ;
- depuis Špindlerův Mlýn, via Plan, Vyrovka et Lucni Bouda ;
- depuis Špindlerův Mlýn, via Sv. Petr. et Kozi Hrbety ;
- depuis Špindlerův Mlýn, en longeant l'Elbe Blanche ;
- depuis Spindlerovka Bouda, en longeant le chemin de l'Amitié.

Versant polonais :
- avec le télésiège depuis Karpacz, pour rejoindre Kopa puis le refuge Schronisko Dom Śląski, soit 225 mètres de dénivelé de marche ;
- depuis Karpacz via Kocioł Łomniczki puis le refuge Dom Śląski ; très emprunté mais difficile ;
- depuis Karpacz Górny via Schronisko Samotnia et Schronisko Strzecha Akademicka (plus simple) ;
- le chemin sécurisé par des câbles entre Schronisko Dom Śląski et le sommet est très exposé. Il est toutefois aussi possible de rejoindre le sommet via le chemin Droga Jubileuszowa.

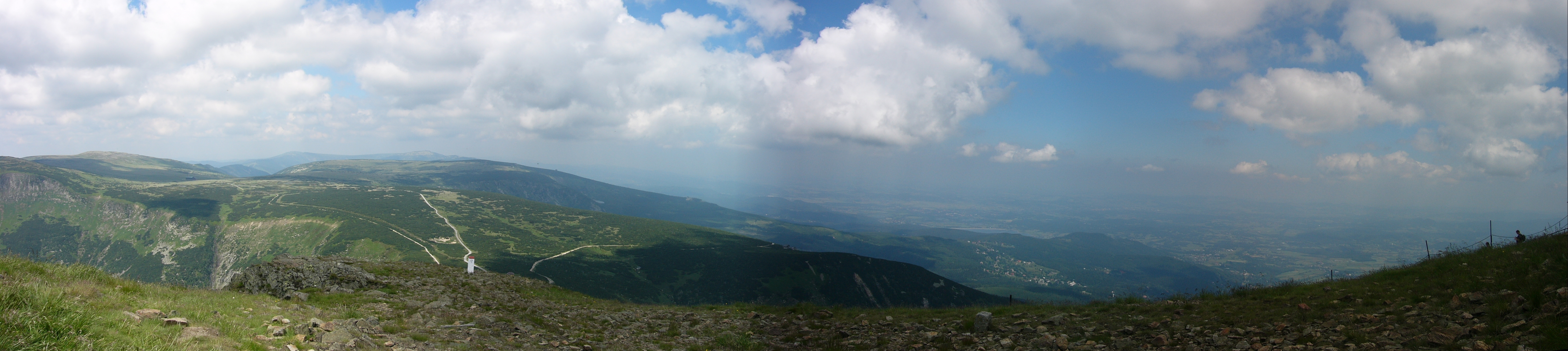
Vue panoramique depuis le sommet.

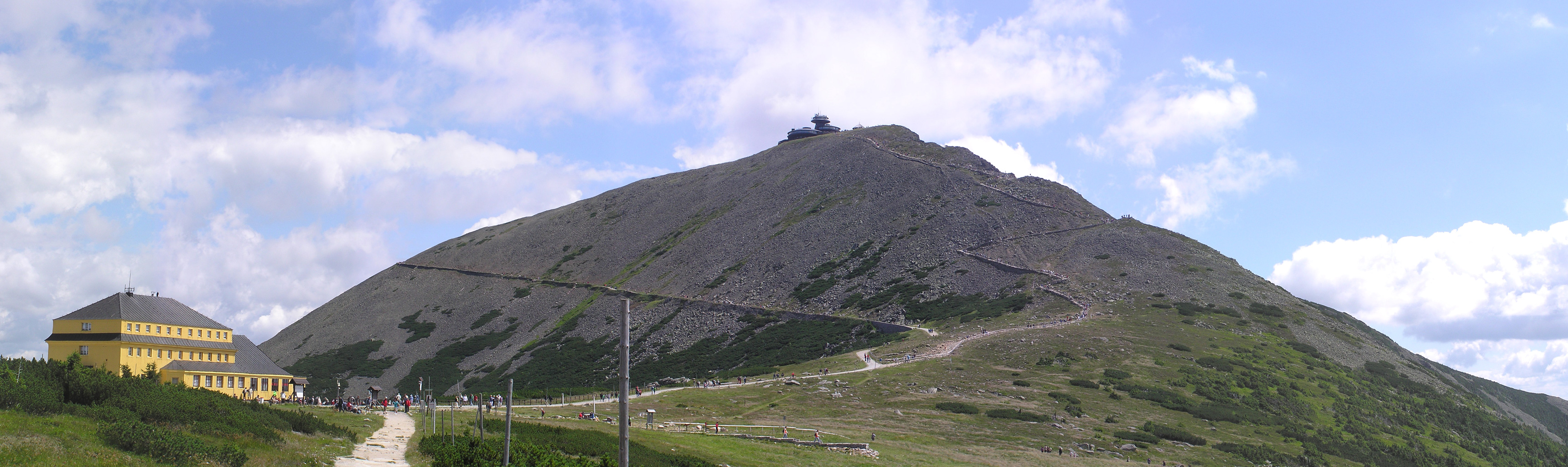
Vue panoramique de la Sniejka depuis Obří důl.